# Carlos Mainini
El Dr. Carlos Mainini (1879 - 1943) fue un distinguido médico clínico y  tisiólogo argentino. 

## Biografía
Nació el 19 de agosto de 1879. Cursó sus estudios universitarios en la Facultad de Medicina de la Universidad de Buenos Aires, graduándose de Doctor en el año 1904.
Luego se trasladó a Europa y frecuentó las Universidades de París, Pavia, Berlín, Múnich y Suiza.
Fue asistente de maestros de la talla de Dessy y De Grandis en fisiología y bacteriología y de los maestros Widal y Forlanini, creadores del método de tratamiento de la tuberculosis, denominado “Neumotórax artificial”, convirtiéndose luego Mainini en uno de los primeros y más entusiastas propagandistas de dicho método.
Tres años después, regresó al país y fue designado Jefe de Clínica de la Cátedra del Profesor Ignacio Allende. También fue Jefe de Trabajos Prácticos de Terapéutica y Jefe de Laboratorio Central del Hospital de Clínicas. En 1910 viajó nuevamente a Europa y estuvo allí otros 5 años para continuar sus estudios de clínica médica y sobre todo, los de clínica de la tuberculosis.
En 1920 fue designado Profesor Suplente de Clínica Médica y en 1935 Profesor Extraordinario de la misma. Desempeñó numerosos cargos: Jefe de Servicio de Clínica Médica de los Hospitales  Teodoro Álvarez y Alvear. En este hospital se inició como médico agregado de la Sala VII en 1917 y luego fue nombrado Jefe de Servicio de la Sala XI. 
Fue Presidente de la Asociación Médica Argentina entre 1936-1942; de la Sociedad Argentina de Tisiología; de la Sociedad Científica Argentina y de la Comisión Nacional Consultiva Honoraria para la profilaxis contra la hidatidosis. Vicepresidente de la Liga Argentina contra la Tuberculosis y Miembro de la Academia Nacional de Medicina.
En su estada en París fue Consejero Cultural. Pertenecía a instituciones y academias extranjeras de Alemania, Italia, Brasil, Paraguay y Uruguay y fue nombrado Oficial de la Legión de Honor de Francia; Comendador de la Corona de Italia y Oficial de la orden Belga de Leopoldo III.
Muere el 26 de diciembre de 1943.